# Saló de l'Automòbil de París

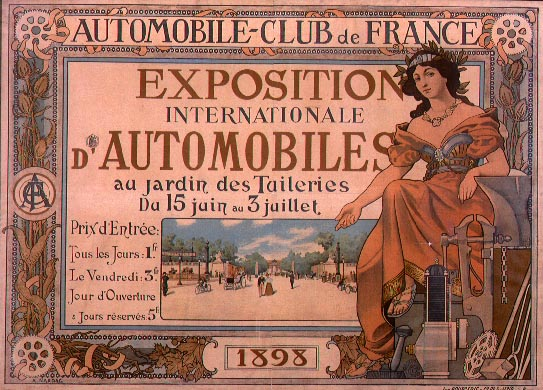
Cartell del Saló de l'Automòbil de París de 1898

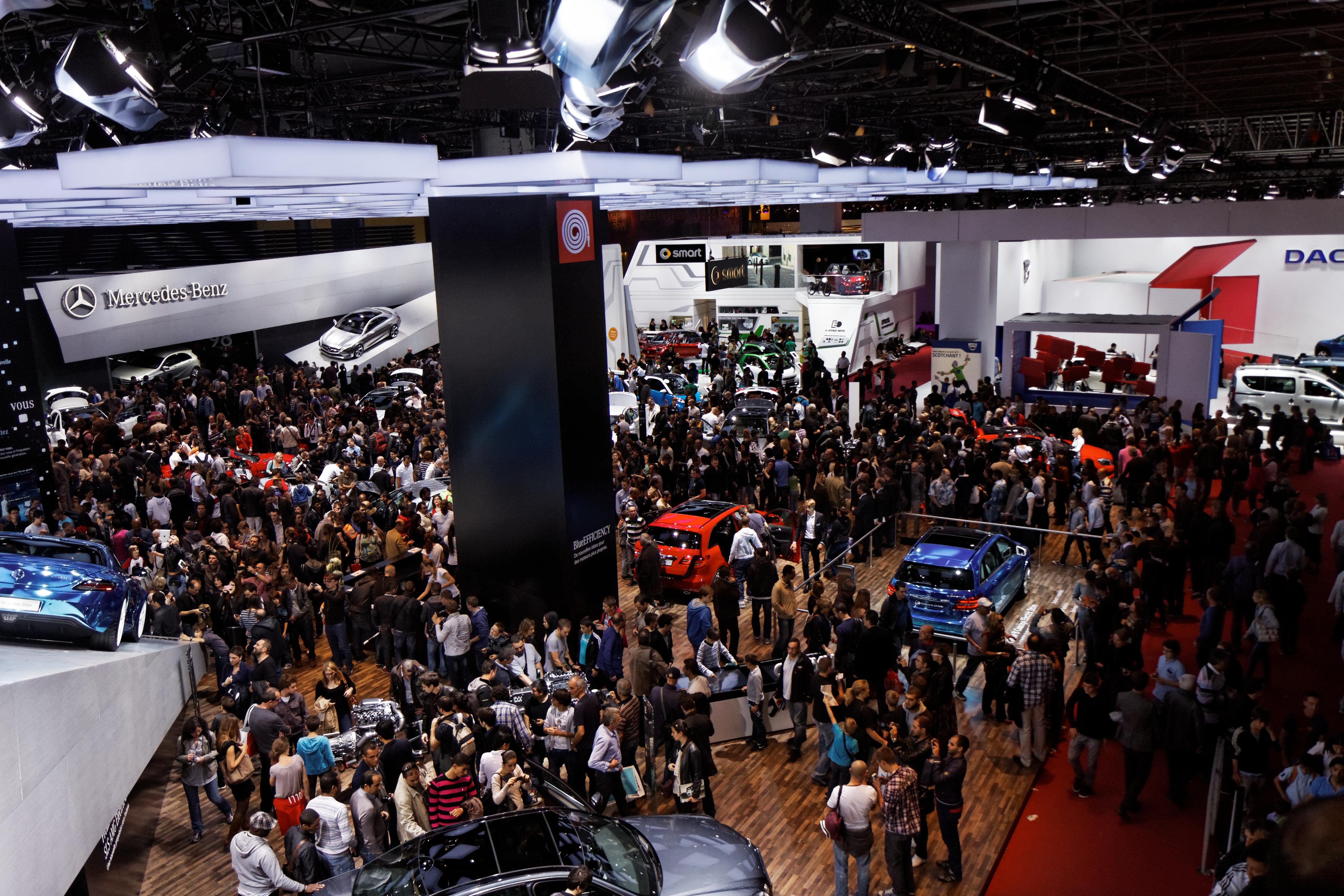
Saló de l'Automòbil de París de 2012

El Saló de l'Automòbil de París (nom oficial Mondial de l'Automobile) és un dels salons de l'automòbil més grans i més prestigiosos del món que se celebra cada dos anys a París. La primera edició fou el 1898 i el visitaren unes 140.000 persones. El 2014 tingué lloc la 82a edició, que van visitar més d'1.200.000 de persones i que comptà amb un centenar de novetats.
Inicialment el saló s'anomenava Exposition internationale de l'automobile, du cycle et des sports però el 1919 passa a denominar-se simplement Salon de l'Automobile. Després del lapse de 1939 a 1945, en què no es realitzà a causa de la guerra, el saló anà creixent fins que el 1954 va batre el rècord de visitants amb més d'un milió de persones. A partir de llavors el saló va seguir creixent però a un ritme més lent. Des de 1976 se celebra de forma biennal i en els anys parells, alternant-se així amb el de Frankfurt, mentre que el 1988 pren la seva denominació actual: Mondial de l'Automobile. El saló de París, el de Frankfurt, el de Ginebra, el de Beijing i el de Detroit són els salons de l'automòbil més grans del món.
L'edició de 2012 fou del 29 de setembre al 14 d'octubre. Participaren 270 marques de 21 països diferents i es presentaren fins a 80 novetats mundials. Es presentaren cotxes de concepte com l'híbrid endollable BMW Concept Active Tourer i els elèctrics BMW i3 i l'e-XIV de SsangYong. Nissan presentà el TeRRA, un vehicle que combina una pila d'hidrogen amb tres motors elèctrics. També destacà l'híbrid coupé que presentà Lexus, el LF-CC. Peugeot i Citroën també presentaren novetats, el Peugeot 208 GTi, la versió descapotable del Citroën DS3 i el C3 Picasso 2013.
L'edició de 2014 fou del 4 al 19 d'octubre i comptà amb un centenar de novetats. Hi hagué una forta presència de models amb baix nivell d'emissions, sobretot l'híbrid endollable i l'elèctric pur, els carburants alternatius i una reducció dels motors. Quant a híbrids endollables, Renault va presentar el seu primer model d'aquest tipus, l'Eolab; Lamborghini, l'esportiu Asterion; Porsche, el Cayenne e-Hybrid; mentre que BMW presentà la versió híbrida del seu model X5. També es presentaren models híbrids d'aire comprimit: el C4 Cactus Airflow 2l de Citroën i el 208 de Peugeot. Tanmateix, algunes de les marques presents altres anys no hi participaren, és el cas de McLaren, Chrysler, Chevrolet i Saab/Spyker. Algunes perquè han tancat i d'altres perquè ja no estan en el mercat europeu. A més, no hi hagué cap fabricant xinès, a excepció de Volvo.